# 克里斯蒂安·伊尔策
克里斯蒂安·伊尔策（德語：Christian Ilzer，1977年10月21日—）是一位奥地利足球教练，自2024年11月起执教德甲俱乐部霍芬海姆1899。

## 职业生涯
由于青年时期的三次十字韧带受伤限制了职业球员的发展，伊尔策自17岁时起便开始从事教练工作。他在魏茨体育俱乐部的一队和二队都踢过球，然后于2006年夏天以球员兼教练身份加入家乡俱乐部USK魏茨附近普赫（USK Puch bei Weiz）。他曾跟随普赫参加奥地利第八级的东区B组联赛，于首个赛季出场16次并射入4球。在24场冠军赛中仅输掉一场后，伊尔策与普赫成为第八级的冠军，并晋级到东部地区联赛。他于来季成为球队的主力球员，到季末时共在16场比赛中射入6球。凭借49分的成绩，伊尔策与普赫几乎晋级第六级的东部低级联赛。就在这个时候，他已经开始与长期担任助理教练的乌韦·赫茨尔（Uwe Hölzl）合作。
早在2007年夏天，伊尔策便开始担任地区联赛（第三级）俱乐部哈特贝格的助理教练，同时也兼任家乡俱乐部的主教练。哈特贝格于2009年升入乙级联赛，他则于2011年离任。同年9月，伊尔策以体能教练身份加入奥地利19岁以下国家足球队，而至2012-13赛季，他正式执掌已身处州级联赛的老东家魏茨。2013年夏天，伊尔策重返哈特贝格，再次成为时任主帅布鲁诺·弗里森比希勒的助理教练。在哈特贝格效力一个赛季后，他转投维也纳新城继续担任助理教练。2014年11月12日，随着海莫·普法伊芬贝格尔被解雇，伊尔策接任新城临时主教练。但他仅带队参加了一场比赛，以2比0战胜沃尔夫斯贝格，随后海尔吉·科尔维约松于2014年11月23日被任命为主教练。伊尔策继续担任俱乐部的助理教练，直到赛季结束后离开，成为哈特贝格的主教练。他于2015年11月25日离职，前往沃尔夫斯贝格再度辅佐普法伊芬贝格尔。
2017年夏天，伊尔策重返哈特贝格担任主教练。在2017-18赛季，他率领球队获得奥乙亚军，历史上首度升入奥地利足球超级联赛。伊尔策于2017-18赛季以主教练身份回到沃尔夫斯贝格。在这年奥超联赛获得第三名后，他带领球队历史上首次跻身欧足联欧洲联赛分组赛。2019年5月29日，伊尔策获任命为联赛竞争对手奥地利维也纳主教练。继2019-20赛季排名第七后，他的球队在欧洲联赛附加赛中以总比分2-3不敌老东家哈特贝格。
2020年7月17日，伊尔策转投联赛竞争对手格拉茨飓风。他率队于2020-21和2022-23赛季均获得亚军，并在后者赛季中荣膺足球员协会选出的赛季最佳教练。凭借在决赛中以2-0战胜维也纳快速，格拉茨飓风夺得2022-23赛季奥地利杯冠军，赢得了他在俱乐部的第一个冠军。2023-24赛季，伊尔策在最后一场联赛中以2-0战胜奥地利克拉根福，带领俱乐部夺得历史上的第四个奧地利足球冠軍，结束了萨尔茨堡红牛长达十年的统治地位，并自2000-01赛季以来首次获得欧足联冠军联赛分组赛席位。此外，他成功带领俱乐部夺得自1998-99赛季以来的第一个国内双冠王，于决赛中以2-1战胜维也纳快速，加冕2023-24赛季奥地利杯冠军。
格拉茨飓风在2024-25赛季也取得了自信的开局，于13轮比赛后再次名列榜首。至2024年11月，伊尔策终于在效力四年多之后离开俱乐部，应前飓风总经理安德烈亚斯·希克之邀前往德国，执教德甲俱乐部霍芬海姆1899。

## 成就
格拉茨飓风
- 奥地利足球冠军：2024年（英语：2023–24 Austrian Football Bundesliga）
- 奥地利足协杯冠军：2023年（英语：2022–23 Austrian Cup）、2024年（英语：2023–24 Austrian Cup）

个人
- 足球员协会赛季最佳教练：2023年[11]